# Reserva natural manejada Potrero Lote 7 b

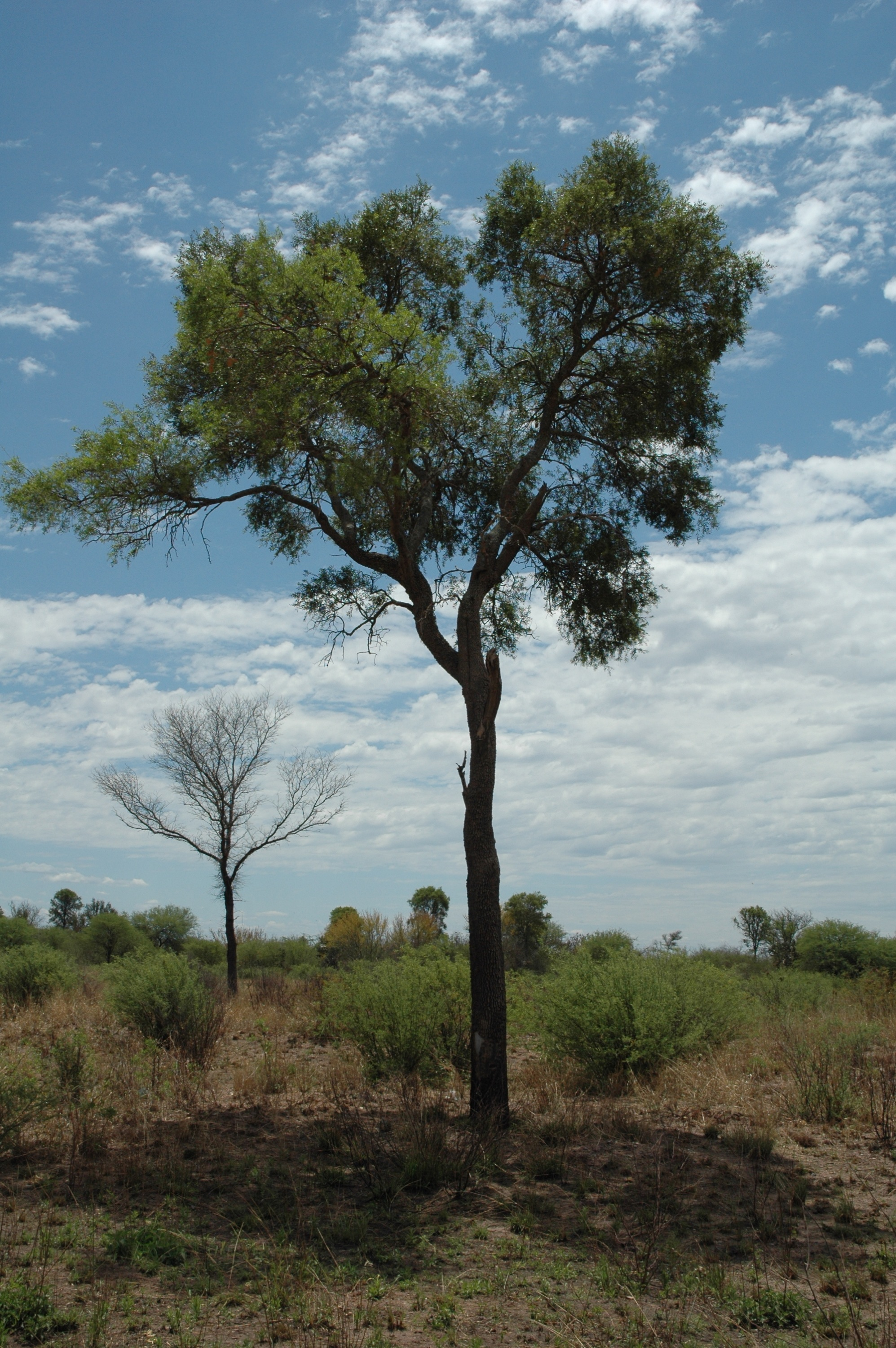
Ejemplar joven de quebracho colorado (Schinopsis lorentzii).

La Reserva natural manejada Potrero 7-b (Los Quebrachales) es un área protegida situada en el departamento Vera, en la provincia de Santa Fe, Argentina. 
La reserva abarca una superficie de 2000 ha, que corresponde a la región Chaco húmedo, dentro de la zona llamada "cuña boscosa".

## Características generales
La reserva fue creada mediante la Ley provincial n° 11083/93 e incluida posteriormente en la ley provincial n° 12175/03, de regulación del Sistema Provincial de Áreas naturales protegidas.
El objetivo específico fue la protección de ejemplares de quebracho colorado santiagueño (Schinopsis lorentzii), típicos del monte nativo y prácticamente desaparecidos en la región, como resultado de la intensa actividad forestal. Los bosques de quebracho ocupaban en el pasado gran parte del norte provincial, y solo en el área de la reserva permanecen en estado natural. Esta situación permite suponer que el área continúa siendo el hábitat de especies animales vulnerables o amenazadas.

## Historia
Hacia fines del siglo XIX y principios del siglo XX, la totalidad de la región norte de la provincia de Santa Fe, parte de la provincia de Chaco y parte de la provincia de Santiago del Estero (unas 2 000 000 ha) eran propiedad de la empresa inglesa "The Forestal Land, Timber and Railways Company Limited", La Forestal, cuya actividad era la explotación a gran escala de los bosques nativos de quebracho, favorecida por la gran demanda nacional e internacional dada por la multiplicación de ramales ferroviarios.
La actividad extractiva descontrolada prácticamente destruyó la totalidad de los quebrachales de la región.

## Flora y fauna
La reserva se caracteriza por una cobertura vegetal típica de quebrachal, con ejemplares de quebracho colorado chaqueño (Schinopsis balansae) alternado en algunas partes con mirtáceas como el ñangapirí (Eugenia uniflora).
Este ecosistema de bosque perteneciente a la llamada "cuña boscosa" es hábitat de varias especies de aves. Se ha registrado la presencia de ejemplares de yerutí común (Leptotila verreauxi), crespín, (Tapera naevia), monterita cabeza negra (Poospiza melanoleuca), carpintero bataraz chico (Picoides mixtus), carpinterito común (Picumnus cirratus), tarefero (Sittasomus griseicapillus) y calacante común (Aratinga acuticaudata), entre otros.
Se presume que esta relativamente pequeña porción de bosque natural puede albergar especies amenazadas o vulnerables, como el tamanduá (Tamandua tetradactyla) y el loro hablador (Amazona aestiva).
La reserva está incluida en una de las AICAs (Áreas importantes para la conservación de las aves) de la provincia de Santa Fe, en la cual se ha observado la presencia de ejemplares de especies con algún grado de vulnerabilidad o amenazadas como el ñandú común (Rhea americana), el águila coronada (Harpyhaliaetus coronatus), el picamaderos chaqueño (Dryocopus  schulzi), el canastero enano (Spartonoica  maluroides), el tachurí coludo (Culicivora  caudacuta), el capuchino garganta café (Sporophila ruficollis) y el capuchino pecho blanco (Sporophila palustris).

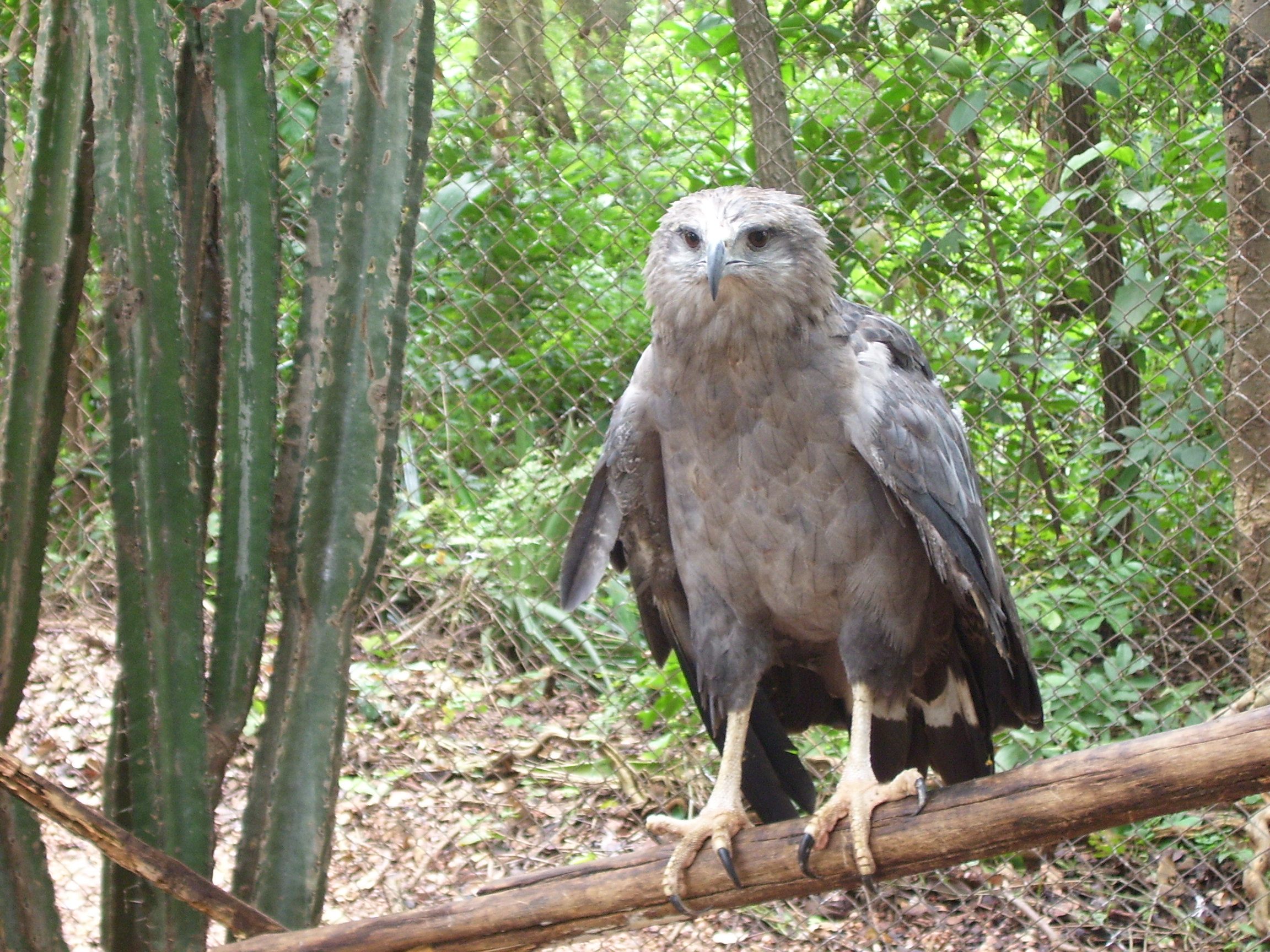
EN Harpyhaliaetus coronatus
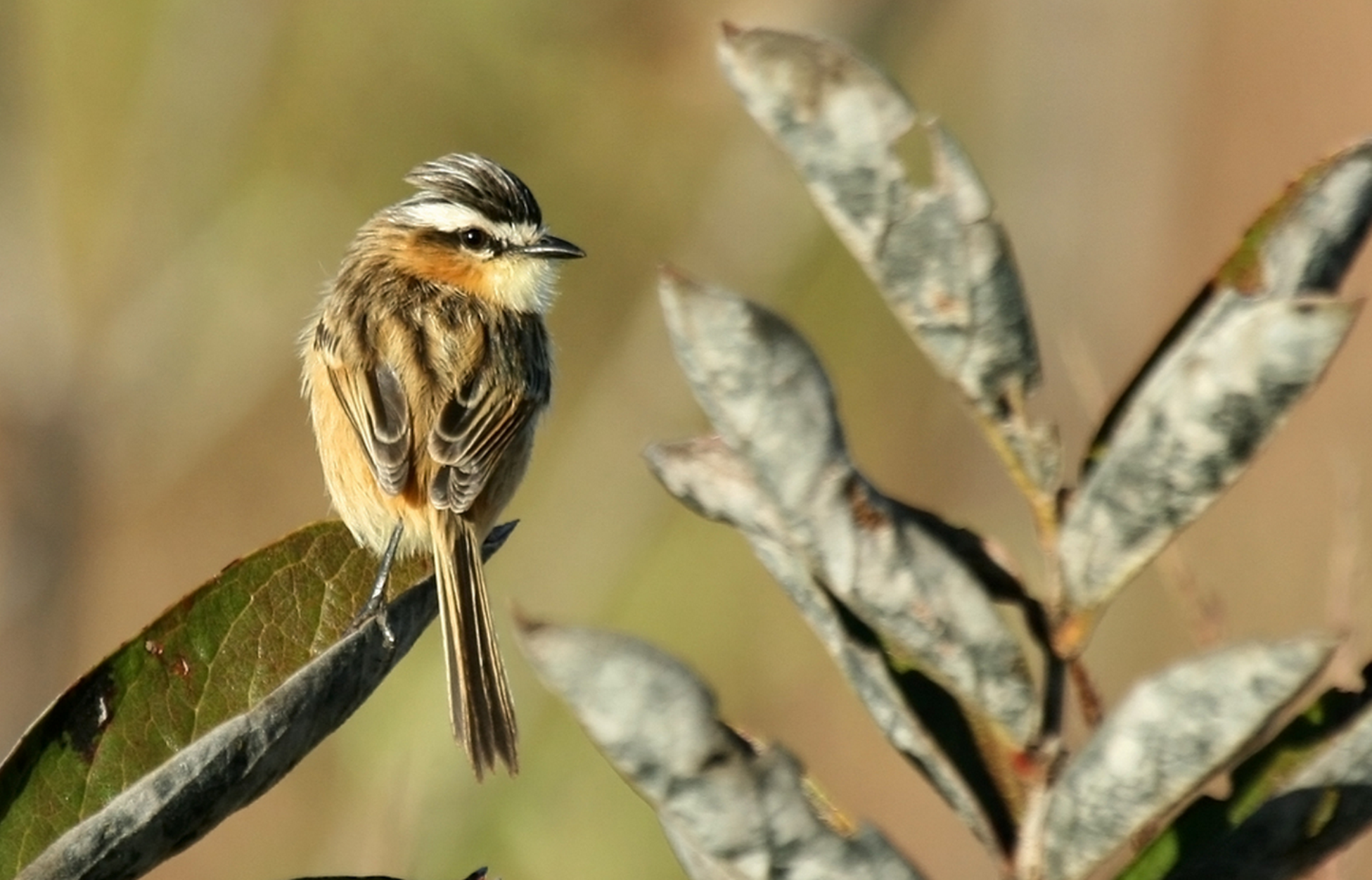
VU Culicivora caudacuta
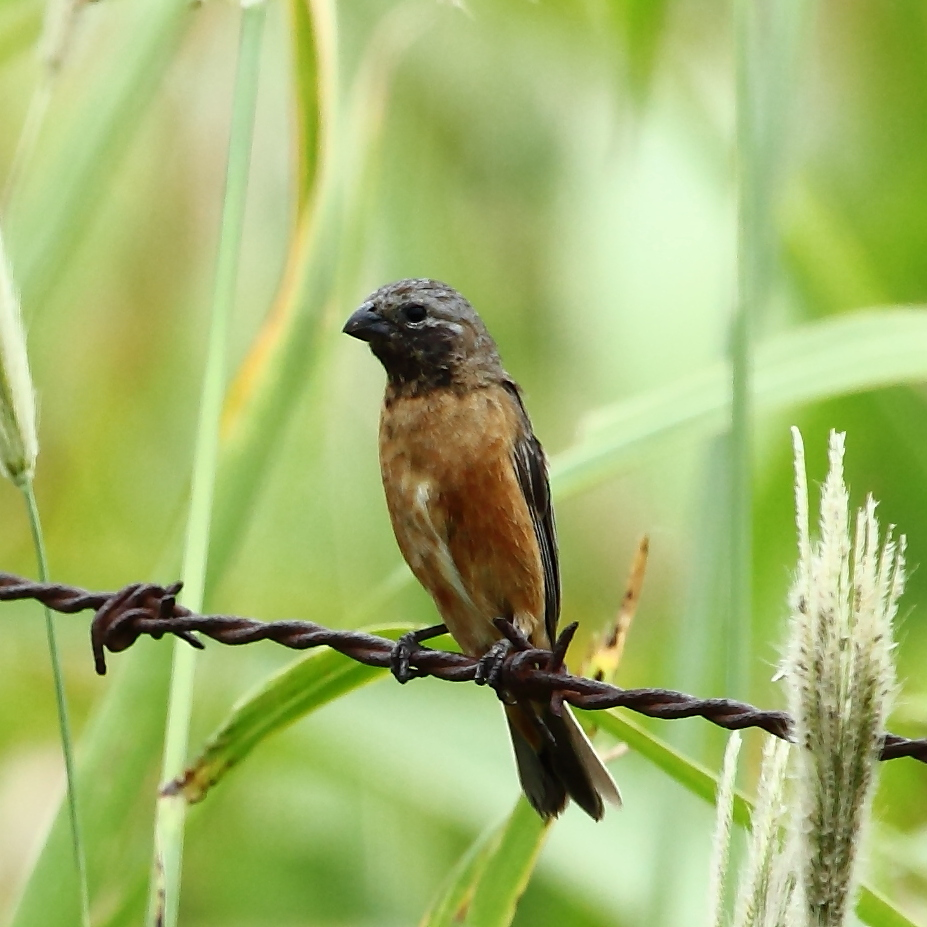
NT Sporophila ruficollis
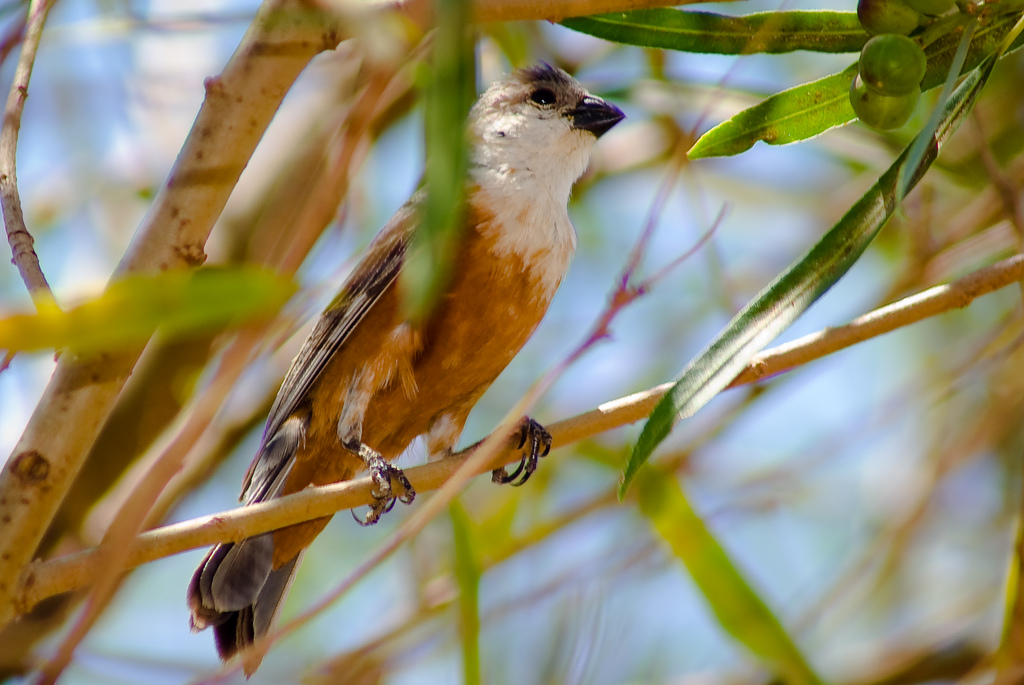
EN Sporophila palustris